# Каннегитер, Хендрик
Хендрик Каннегитер (нидерл. Hendrik Cannegieter; 24 февраля 1691, Штайнфурт, ныне Германия — 21 августа 1770, Арнем) — голландский историк и филолог.
Впервые опубликовал басни древнеримского поэта Авиана («Flavii Aviani fabulae», Амстердам, 1731). Каннегитеру принадлежит подробное исследование, посвящённое Бриттенбургу — древнеримскому укреплению на территории восточных Нидерландов, местоположение которого на протяжении многих веков дискутировалось историками («Henrici Cannegieteri Dissertatio De Brittenburgo, Matribus Brittis, Britannica Herba, Brittia Procopio Memorata, Britannorumque Antiquissimis Per Galliam Et Germaniam Sedibus»; Гаага, 1734).
Другие труды Каннегитера:
- «De mutata Romanorum nominum sub principibus ratione liber singularis; item Postumus Bataviae adsertor…» (Утрехт, 1758),
- «De gemma Bentinckiana; item de Iside ad Turnacum inventa; necnon de dea Burorina» (Утрехт, 1764),
- «Epistula ad illustrissimum comitem Ottonem Fridericum de Lynden de ara ad Noviomagum Gelriae reperta aliisque inscriptionibus nuper effossis» (Арнхем, 1766).